# Кина Кънчева
Кина (Катерина) Кънчева Ангелова, по мъж Кесякова, е българска революционерка, куриерка на Българския революционен централен комитет. Сестра е на Ангел Кънчев, сподвижничка на Димитър Горов и на Баба Тонка.

## Биография
Родена е през 1854 г. в Трявна в семейството на Кънчо Ангелов, тревненски майстор-зидар, и Гана Пандурска. Неин брат е Ангел Кънчев, а по-малка сестра – Иванка Горова, също революционерка. Семейството се преселва в Русе. Тя е образована за времето си жена с учителска професия.
След гибелта на брат си се включва в националноосвободителното движение. Сближава се с Баба Тонка Обретенова и дъщеря ѝ Петрана Обретенова и с тяхна препоръка става куриерка, като пренася писма, оръжие, вестници, книги между Гюргево и Русе. Когато по-късно сестра ѝ Иванка се омъжва за Димитър Горов – виден стопански и политически емигрант във Влашко, помагащ и финансиращ българските революционери, куриерската ѝ дейност се засилва още повече. Живее при семейството на сестра си в Гюргево и години наред снове между двата революционни града.
Димитър Горов и сестрите Иванка и Кина се качват на парахода „Радецки“ на Гюргевското пристанище и съпровождат четата на Христо Ботев до Банат. Там изпращат четата по бойния ѝ път, а Ботев дава на доверения си приятел Димитър своите прощални писма до семейството и приятелите и телеграма, с която съобщава за делото си. Писма изпращат и други четници, като Йордан Кършовски, който предава и златния си пръстен и часовник. Тези документи Иванка и Кина успяват да пренесат, скривайки ги в косите си; Димитър изпраща телеграмата и след това е арестуван при завръщането им в Гюргево.
След обявяване на Освободителната война Димитър Горов разпродава на безценица целия си имот в Румъния. Преминават река Дунав с руските войски през юни 1877 г. и се установяват за няколко дни в Русе, след което отиват в Трявна. Иванка заболява тежко и остава заедно с Кина в града, където умира, а Горов продължава с руската военна част.
След Освобождението на България Народното събрание ѝ отпуска пенсия от 30 лева. Кина става убедена русофилка. След детронацията на българския княз Александър I (август 1886) тя влиза във връзка с комитета на българските русофили, емигрирали в Букурещ след абдикацията, пренася позиви и кореспонденция. Заедно с Наталия Каравелова и П. Узунова организира акции против действията на русенския управител Димитър Мантов при Русенския бунт (1887). За тези събития по-късно тя пише: „Доживях злокобната 1887 година, за да видя как брат на брата нож забива, как улиците на града се оросиха с невинната българска кръв, как Дунава повлече труповете на патриотите“.
През 1888 г. се омъжва за Александър Кесяков. След смъртта му (1895) получава малка наследствена пенсия, която не стига за препитанието на нея, синът им Ангел и болната ѝ сестра Стоянка.
Умира на 30 септември 1932 г. (нейният син Ангел сочи тази година, а според други източници – на 30 ноември 1938 г.).